# Take Off Your Pants and Jacket
A Take Off Your Pants and Jacket a Blink-182 negyedik nagylemeze 2001-ből. Az album érdekessége, hogy a 13 számot – +6 bónuszt – mindössze két hét alatt vették fel, mivel már kész ötletekkel vonultak a stúdióba. Ennek ellenére nem látszik, hogy elkapkodott lemez lenne, ugyanis a The Rock Show a First Date és a Stay Together For The Kids hetekig a slágerlisták élén volt, emellett több szám is beírta magát a legnépszerűbbek közé a rajongók körében. Az Everytime I Look For You az Amerikai Pite 2 című film nyitódala volt.

## Az album dalai
1. Anthem Part 2
2. Online Song
3. First Date
4. Happy Holidays, You Bastard
5. Story of A Lonely Guy
6. The Rock Show
7. Stay Together For The Kids
8. Roller Coaster
9. Reckless Abandon
10. Everytime I Look For You
11. Give Me One Good Reason
12. Shut Up
13. Please Take Me Home
14. Time To Break Up
15. Mother's Day
16. What Went Wrong?
17. Fuck A Dog
18. Don't Tell Me That It's Over
19. When You Fucked Grandpa